# Guntiñas
Guntiñas es una aldea española situada en la parroquia de Cereixa, del municipio de Puebla del Brollón, en la provincia de Lugo, Galicia.

## Geografía
Está situado a 416 metros de altitud.

## Demografía
| Gráfica de evolución demográfica de Guntiñas entre 2000 y 2020 |
|                                                                |
| Datos según el nomenclátor publicado por el INE.               |